# Buco di Viso
Il Buco di Viso o Buco delle Traversette (Pertuis du Viso o Tunnel de la Traversette in lingua francese, Përtus dël Viso in lingua piemontese, Pertús dóu Visol in lingua occitana) è una galleria scavata nella roccia lunga circa 75 metri che collega l'Italia con la Francia mettendo in comunicazione i territori comunali di Crissolo e Ristolas. Si trova in Piemonte, nel territorio della provincia di Cuneo, alle pendici del monte Granero, sotto il versante che separa la valle Po da quella francese del Queyras, ad un'altitudine di 2.882 m s.l.m. poco più in basso rispetto al colle delle Traversette a quota 2.950 m. È noto per essere stato il primo traforo alpino della storia e rappresenta una delle più antiche opere di ingegneria civile realizzate in alta montagna.

## Storia

### Genesi del progetto

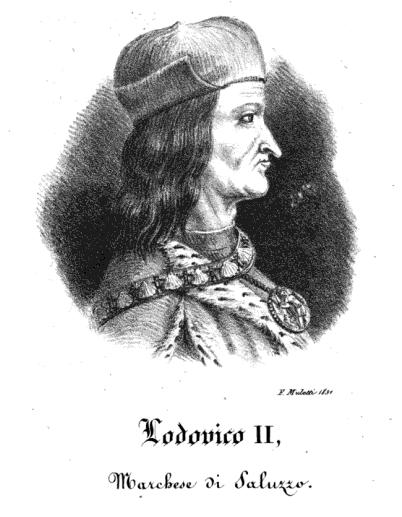
Lodovico II Del Vasto, marchese di Saluzzo, committente dell'opera

La realizzazione di quest'opera nacque dalla volontà del suo promotore, il marchese di Saluzzo Ludovico II Del Vasto. Di orientamento politico filofrancese e ostile ai Savoia, che minacciavano l'autonomia del suo marchesato, egli stipulò un accordo con il re di Napoli Renato d'Angiò, che ricopriva anche la carica di conte di Provenza e, pertanto, era vassallo del re di Francia Luigi XI.
Lo scopo del Buco di Viso fu quello di incrementare i traffici commerciali, permettendo un passaggio più agevole alle carovane mercantili che necessitavano di attraversare la barriera imposta dalle Alpi. In tal modo si creava una valida alternativa al più pericoloso Colle delle Traversette, il cui difficoltoso attraversamento procurava non pochi danni alle spedizioni. Inoltre, il transito attraverso il traforo, realizzato a una quota più bassa del valico, avrebbe incrementato anche i giorni utili per i passaggi delle merci, poiché già con le prime nevicate il Colle delle Traversette diveniva impraticabile.
Il Buco di Viso fu dunque un'opera necessaria che metteva in comunicazione il piccolo territorio del Marchesato di Saluzzo con le regioni della Provenza e del Delfinato.
L'accordo per la sua realizzazione venne sancito ad Arles il 22 settembre 1478 e i lavori di scavo della galleria ebbero inizio nell'estate del 1479, allo scioglimento delle nevi. 
Per questa ragione i lavori furono interrotti nel periodo invernale; vennero completati alla fine dell'estate del 1480 sotto la direzione degli ingegneri Martino di Albano e Baldassarre di Alpeasco, con un costo complessivo di 12.000 fiorini.

### L'incremento del traffico
Dal completamento dei lavori, avvenuto nel 1481, vi fu un aumento del traffico commerciale e il Buco di Viso divenne un percorso strategico per il transito delle merci. Le esportazioni del marchesato comprendevano vino, riso, canapa e olio di noce; viceversa, le importazioni dalla Francia verso Saluzzo riguardavano prevalentemente stoffe, broccati e cavalli, ma, poiché il piccolo marchesato non aveva sbocchi sul mare, il traforo acquisì un'importanza fondamentale per l'importazione del sale dalle saline di Aigues-Mortes. Fu così che il Buco di Viso divenne presto, come in molti altri valichi del territorio dell'Italia settentrionale, elemento cruciale di una rotta commerciale di estrema importanza, tant'è che dal 1482 la gabella di Revello registrava un transito annuo di oltre 20.000 sacchi di sale, oltre a svariata altra merce.
Il Buco di Viso fu utilizzato anche per ragioni militari e nel 1486 fu lo stesso marchese Lodovico II a servirsi del traforo per organizzare la sua fuga in Francia; successivamente se ne servirono anche i medesimi sovrani francesi. 
Nel 1494 vi transitò, infatti, anche il re di Francia Carlo VIII, con il suo esercito e l'artiglieria, per effettuare spostamenti strategici utili allo schieramento nella battaglia di Fornovo. Nel 1499 lo percorse Luigi XII e nel 1525 il successore Francesco I, che con il suo esercito si diresse in Italia per combattere contro l'imperatore Carlo V. In quest'occasione il traforo e il sentiero vennero anche ampliati, per renderli più praticabili al passaggio dell'artiglieria.

### Il declino

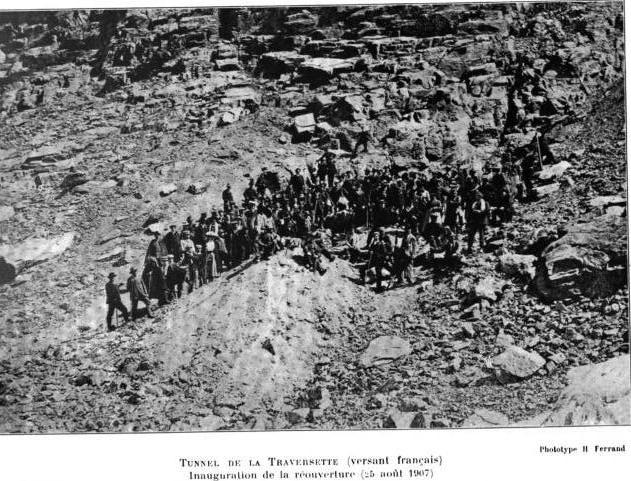
La cerimonia di riapertura del Buco di Viso nel 1907 sul versante francese

In seguito al Trattato di Lione del 1601, il Marchesato di Saluzzo, che aveva difeso la sua indipendenza per oltre tre secoli, venne annesso al Ducato di Savoia e pertanto il Buco di Viso perse la sua importanza strategica, vedendo alternare sporadiche aperture a lunghi periodi di chiusura. Successivamente il duca Carlo Emanuele I di Savoia, per non compromettere il flusso di traffico commerciale dei valichi del Moncenisio e del Monginevro, sui quali i Savoia esercitavano diritti daziali da lungo tempo, ne ordinò l'ostruzione; malgrado ciò dalla parte francese venne riaperto, ma fu nuovamente richiuso su ordine dei Savoia.
Nel corso degli anni successivi, il Buco di Viso rimase chiuso; a questo contribuirono delle frane dovute agli eventi stagionali e al disgelo, ma anche ragioni politico-militari, come la guerra della Grande Alleanza e la guerra di successione spagnola, che contrappose il Ducato di Savoia al Regno di Francia.

Tuttavia non mancarono richieste di riapertura, come testimonia una delibera dell'attiguo comune di Crissolo del 1781, che recita:
Ciò nonostante, per tutto il XVIII secolo il passaggio rimase impraticabile e si dovette attendere il 1837, quando, anche per via di un crescente flusso migratorio verso la Francia, vi fu un parziale e sommario ripristino, su iniziativa volontaria degli abitanti della valle Po. Il traforo fu riaperto, ma il transito risultava difficoltoso, poiché in alcuni tratti si poteva procedere soltanto a carponi, ed era economicamente sconveniente, poiché era impossibile portare con sé gli animali da soma.

### La riapertura
Il Buco di Viso vide la riapertura definitiva il 25 agosto del 1907, grazie a un finanziamento del governo italiano presieduto da Giovanni Giolitti e al contributo della sezione di Torino del CAI, presieduta da Ubaldo Valbusa.
Nell'autunno del 1998 furono nuovamente effettuati alcuni lavori di rimozione dei detriti lapidei, finanziati dalla sezione di Saluzzo del Rotary Club, grazie ai quali il transito all'interno della galleria tornò a essere praticabile.

### La ristrutturazione
Dopo importanti lavori di rinforzo del tunnel, il 15 ottobre 2014 è stata inaugurata la riapertura della galleria.

## Descrizione

### Caratteristiche tecniche
Posta ad un'altitudine di 2.882 m s.l.m. in direzione est-ovest e a 80 metri sotto la dentellata cresta del monte Granero, la galleria in origine misurava circa 100 metri di lunghezza, mentre attualmente è lunga circa 75 metri a causa dell'erosione dei fianchi della montagna su entrambi i versanti.
Le cronache del tempo riportano che la galleria fu scavata con «ferro, fuoco, acqua bollente e aceto»; pertanto il tracciato è leggermente curvo e in pendenza verso la parte italiana, poiché nello scavo si sono seguite le zone di foliazione della roccia, formata prevalentemente da scisti cloritici anfibolici.
L'interno è privo di illuminazione e ha un'altezza media di 2,5 metri per circa 2 di larghezza, ovvero dimensioni appena sufficienti a far passare un mulo caricato da due some laterali. Il transito è libero e si può effettuare agevolmente solo nei mesi estivi, poiché, secondo gli accordi tra gli operai forestali della Regione Piemonte insieme con il Parco del Monviso e il Parc du Queyras, viene effettuata a scopo protettivo la chiusura invernale, per evitare che la neve si accumuli nella galleria, ostruendo il passaggio e recando danni alla struttura.
Per percorrere la galleria è necessaria una torcia ed è consigliabile un caschetto di protezione; l'aria presente all'interno è satura di umidità e la temperatura sensibilmente più bassa di quella esterna.
L'entrata sul versante italiano è più agevole di quella francese, che è più angusta poiché ostruita da sfasciumi di rocce e dalla neve fino a estate inoltrata. La lieve pendenza verso il versante italiano favoriva un frequente interramento con detriti portati dal disgelo, ma a ciò si è posto rimedio con la recente installazione di una struttura paravalanghe in corrispondenza dell'accesso sul versante francese.

### Tecnica costruttiva
Le difficoltà tecniche di realizzazione dell'opera furono notevoli. Bisogna considerare che all'altitudine di 2.882 metri la copertura nevosa è presente per circa otto mesi all'anno e pertanto i tempi di lavoro furono necessariamente concentrati all'estate inoltrata, quando però si possono verificare fenomeni meteorologici anche violenti. In aggiunta a ciò, a quell'epoca i mezzi esplosivi, oggi ritenuti fondamentali nello scavo di gallerie, erano totalmente sconosciuti; inoltre, essendo state altrettanto sconosciute le tecniche che permettessero un accurato rilievo topografico, l'attacco nello scavo del traforo fu portato avanti procedendo verosimilmente dal solo versante italiano, a grande discapito della velocità esecutiva. 
L'esiguità della sezione dell'unico cantiere, infine, consentiva un utilizzo limitatissimo di manodopera, con un impiego di massimo due o tre uomini nel fronte di avanzamento.
Il procedimento costruttivo utilizzato fu quello antico descritto da Diodoro Siculo. 
Esso consisteva nell'alternare le operazioni di scavo a quelle di accatastamento di legname da ardere contro la parete rocciosa; incendiando la legna, le fiamme intaccavano la roccia, che subiva un primo processo di calcinazione, a seguito del quale si screpolava e si fendeva, frammentandosi gradualmente. In seguito la manovalanza bagnava la roccia con grandi quantità di una soluzione di acqua bollente e aceto, gettata con forza, al fine di disgregarla anche internamente. A quel punto la roccia diveniva sufficientemente friabile per essere lavorata con efficacia con picconi e pali in legno, che venivano incastrati con forza e fatti agire nelle fessure che si erano venute a formare con le fasi precedenti.

L'intero procedimento doveva essere necessariamente ripetuto con una certa frequenza, a mano a mano che il fronte dello scavo progrediva.

## Ascensione al Buco di Viso
Il percorso per raggiungere il Buco di Viso parte dal Pian del Re, dove nasce il fiume Po, a circa 2.020 metri di altitudine, imboccando il sentiero V16 che porta al colle delle Traversette. L'ascesa non è trascurabile (800 m di dislivello), ma le pendenze sono abbastanza dolci e in totale l'escursione dura in media dalle due alle tre ore per tratta.
Poco più a valle dell'entrata italiana della galleria, in una zona detritica denominata Pian Mait a circa 2.700 m di altitudine, ci sono i resti di una piccola caserma della Guardia di Frontiera.
La difficoltà complessiva del percorso è valutata in E (escursionismo facile) dal Parodi..

## RifugiCAIeCAFnelle vicinanze
- Rifugio Vitale Giacoletti - Valle Po
- Rifugio Barbara - Val Pellice
- Rifugio Granero - Val Pellice
- Refuge du Viso - Vallée du Guil